# Heterodímero
Un heterodímero es una molécula formada por dos componentes diferentes unidos por algún tipo de enlace químico. Ejemplos de heterodímeros son las proteínas o polipéptidos formados por dos cadenas de aminoácidos de diferente composición. En bioquímica cuando una molécula está formada por dos componentes recibe el nombre de dímero, si los dos componentes son iguales forman un homodímero, en cambio cuando los componentes son de diferente composición constituyen un heterodímero.

## Heterotrímero
El término heterotrímero se aplica generalmente para designar una proteína o polipéptido que está formada por tres subunidades de diferente composición.

## Heterotetrámero
Se aplica para designar una proteína o polipéptido que está formada por cuatro unidades de diferente composición.

## Ejemplos de heterodímeros

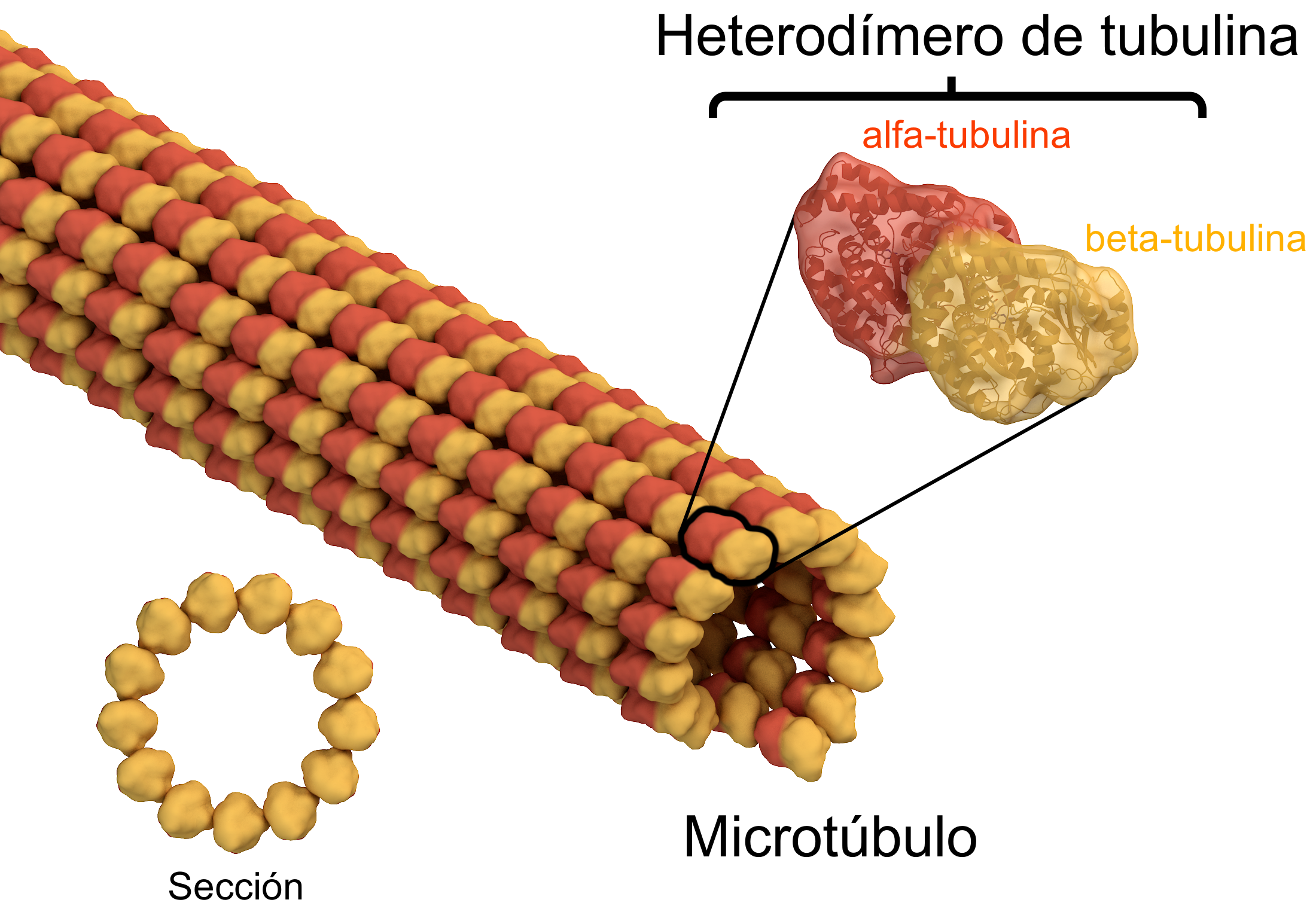
Esquema en el que se representan microtúbulos formados por heterodímeros de tubulina.

- Transcriptasa inversa. La transcriptasa inversa del virus de la inmunodeficiencia humana es una enzima que cataliza la síntesis de ADN a partir del ARN genómico viral y está formada por dos subunidades diferentes que reciben el nombre de p66 y p51.[3]
- Relaxina. La relaxina es una hormona que estructuralmente es un heterodímero formado por dos cadenas peptídicas de 24 y 29 aminoácidos enlazadas por puente disulfuro.
- Proteína Ku. La proteína Ku de los seres eucariotas es un heterodímero formado por dos polipéptidos diferentes (Ku70 y Ku80). Tiene la función de reparar el ADN dañado.
- Tubulina. La tubulina es un heterodímero formada por dos polipéptidos: la tubulina alfa y la beta. Es el componente principal del citoesqueleto de los microtúbulos.

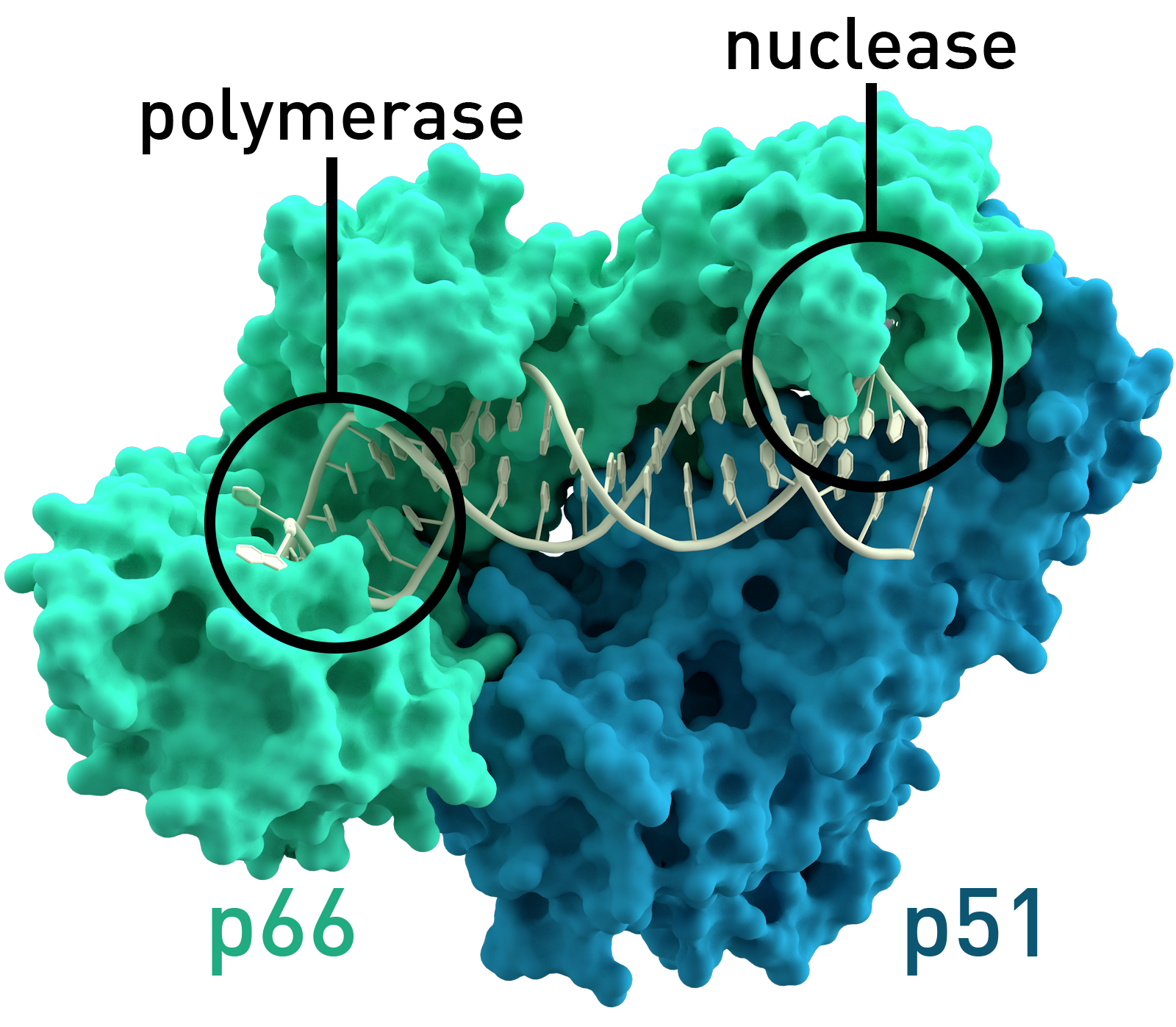
Estructura cristalográfica de la transcriptasa inversa del virus de la inmunodeficiencia humana. Es un heterodímero formado por las subunidades p66 y p51